# Mscdex
« Microsoft CD-ROM Extensions » redirige ici. Pour les autres significations, voir Microsoft CD-ROM Extensions (homonymie).
MSCDEX ou Microsoft MS-DOS CD-ROM Extensions est un programme informatique créé par Microsoft et livré avec MS-DOS 6.x et certaines versions de Microsoft Windows ; cependant, il existait auparavant en tant que add-on à partir de MSDOS 3.1.
C'est un fichier exécutable (Mscdex.exe) qui permet au DOS de reconnaître, lire et contrôler les CD-ROM utilisant le système de fichiers répondant à la norme ISO 9660 ; ceci requiert le chargement préalable d'un pilote.
La version finale de MSCDEX fut 2.25, incluse dans Windows 95.